# Mitan-myeon
Mitan-myeon (koreanska: 미탄면) är en socken i kommunen Pyeongchang-gun i provinsen Gangwon i den norra delen av Sydkorea, 140 km öster om huvudstaden Seoul. 